# Galactia weddelliana
Galactia weddelliana är en ärtväxtart som beskrevs av George Bentham. Galactia weddelliana ingår i släktet Galactia och familjen ärtväxter. Inga underarter finns listade i Catalogue of Life.